# Elecciones municipales de Albania de 2019
Las elecciones municipales de Albania fueron unos comicios celebrados el 30 de junio de 2019 para elegir los miembros que formaran los concejos municipales de los 61 municipios de Albania. En las últimas elecciones municipales ganó la colación de partidos regionales del Partido Socialista de Albania (APPD) por amplia mayoría en todos los condados del país. Aunque a pocos días de la fecha se suspendieron temporalmente, finalmente se llevaron a cabo entre disturbios.

## Cronología y trasfondo

### Problemática con la corrupción
Los comicios se enmarcan dentro de un clima de alta tensión entre el principal partido de la oposición (PD) y el partido del gobierno (PS) acusado de abuso electoral, corrupción usando dinero fruto del tráfico de droga. Dos ministros de gobierno renunciaron a sus cargos por aceptar sobornos del crimen organizado y algunos jueces también renunciaron al descubrirse un patrimonio desorbitado por su cargo. Por otro lado, la Organización para la Seguridad y la Cooperación en Europa (OSCE), que es una de las encargadas de observar las elecciones, ya detectó irregularidades en las pasadas elecciones de 2015 tales como intimidación de votantes, doble votación y fraude en la votación y que reflejó en su informe. A pesar de ello, ambas partas decidieron acatar el resultado. No obstante, debido a los nuevos escándalos, la situación económica y social del país, llevó a llevó a violentas protestas en las calles rescatando las protestas por fraude de las últimas elecciones en vista de los nuevos comicios, en las que se unieron varios diputados del principal partido de la oposición (PD).

### Problemática con la reforma del sistema electoral
A estas protestas se une el intento fallido de una reforma del sistema electoral apoyada por la Unión Europea y cuya transparencia incluía la verificación de neutralidad de jueces y fiscales como condición básica para la adhesión de Albania a la Unión, alegando a finales de 2018 Gunther Krichbaum, presidente de la Comisión de Asuntos de la Unión Europa por el gobierno alemán, que "Si las elecciones locales de 2019 tienen lugar bajo la antigua ley electoral, no veo ninguna posibilidad real de iniciar negociaciones de adhesión en 2019". Las reformas exigidas no llegaron a tiempo para las elecciones municipales de 2019 a pesar de tener el órgano encargado para ello, la Comisión Central Electoral, puesto que la falta de acuerdos entre los partidos dificultaron la toma de decisiones clave así como marcar las pautas a seguir para llevarlo a cabo.

### Problemática con el narcotráfico
Los comicios de 2019 también se enmarcan en un contexto del augmento de la producción de estupefacientes y, según el informe de la Comisión Europea elaborado en 2018, Albania es la principal fuente de suministro de cannabis y un importante país de tránsito de drogas duras. Esta lacra impregna a la sociedad y también a altos cargos, funcionarios y poderes judiciales por los casos de sobornos. En ese sentido, el presidente del Partido Democrático, Lulzim Basha, alegó que aún haberse puesto de acuerdo con la transparencia política, sería difícil entrar en la Unión por el problema endémico de las drogas: «sabemos que la UE no iniciará negociaciones con un país que muchos medios de comunicación europeos llaman "la Colombia de Europa"».
A inicios del mes de junio, a pocas semanas del inicio de los comicios, las tensiones en las calles para pedir la destitución del presidente Edi Rama (Partido Socialista) se elevó; por un lado, algunos de los manifestantes empezaron a desoír las consignas de los organizadores para mantener la calma, empezando a lanzar piedras y petardos contra los agentes de la policía estatal y estos, respondiendo con varias cargas y el empleo de porras, cañones de agua y gas lacrimógeno para dispersar a los manifestantes. Ante la subida de tensión en la capital del país, la Embajada de Estados Unidos en Tirana condenó la escalada de violencia por parte de los manifestantes violentos en un comunicado oficial vía su cuenta de Twitter: « La Embajada de los Estados Unidos condena la violencia que tuvo lugar durante la protesta de esta noche [2 de junio de 2019]. La reunión pacífica y el derecho de petición al gobierno son características de democracias sanas, pero son derechos que deben ejercerse pacíficamente. El uso de pirotecnia, especialmente cuando está dirigido a la policía, no es un acto pacífico, es inaceptable y antidemocrático. Pedimos a los organizadores de la protesta que pongan fin a los actos violentos y participen en un diálogo constructivo. »

### Suspensión de las elecciones y moción de censura
Las tensiones fueron a más hasta llegar el día 9 de junio de 2019, día en que se decidió cancelar de manera temporal, pero sin proponer ninguna otra fecha, las elecciones alegando la tensión creciente en las calles. En cambio, la oposición reclama la convocatoria de elecciones generales lo antes posible por las acusaciones de connivencia con el narcotráfico. Mientras la postura del gobierno es apagar las protestas cancelando poder votar, el presidente de la Unión Europea en ese momento, Jean-Claude Juncker, reclamó que se mantuviera la votación y que los albaneses pudieran elegir sus representantes en los gobiernos locales. Esa situación excepcional llevó a la oposición a activar la votación para la moción de censura contra Ilir Meta por su decisión de suspender las elecciones. 
A pesar de la tensión en las calles, en el parlamento y las suspensión de los comicios, las eleccions tuvieron lugar el 30 de junio de 2019.

## Coaliciones
Si bien se presentan un gran número de partidos regionales, la mayoría se agrupan en grandes coaliciones para lograr agrupar un mayor número de votos. En las anteriores elecciones locales, se formaron tres grandes coaliciones: ASE, APPD y PJK, más otros partidos que iban por libres. En las elecciones de 2019, en el marco convulso institucional y social, se vio una bajada de la participación por la llamada al boicot, además de una fragmentación del voto más grande al haber menos coaliciones, siendo ASE y SPN las dos más grandes:
SPN (Shpresa për Ndryshim) coalición de partidos de índole liberal formada por:
- Partia Demokracia e Re Europiane Shqiptare
- Partia Balli Kombëtar Demokrat
- Bashkimi Liberal Demokrat
- Aleanca Kuq e Zi
- Partia Ora e Shqiperise
- Partia emigracionit shqiptar

ASE (Aleanca për Shqipërinë Europiane) coalición de partidos europeistas:
- Partido Socialista (Partia Socialiste e Shqipërisë - PS), con Edi Rama como candidato.
- Partido Socialdemócrata (Partia Socialdemokrate e Shqipërisë - PSD)
- Partido Verde (Partia e Gjelbër - PGJ)
- Partia aleanca për barazi dhe drejtësi europiane
- Partia aleanca arbnore kombëtare
- Partia Demokracia Sociale e Shqipërisë
- Partia Kristian Demokrate e Shqipërisë
- Partia Lëvizja Punëtore Shqiptare
- Partia G99
- Partia e Reformave Demokratike Shqiptare
- Partia Demokristiane e Shqipërisë
- Partia Aleanca për Demokraci dhe Solidaritet
- Partia për Mbrojtjen e të Drejtave të Emigrantëve e Shqipërisë
- Partia Demokrate për Integrim e Prosperitet
- Partia Aleanca Demokratike
- Partia Socialiste e Moderuar
- Partia Ardhmëria Shqiptare
- Partia e Unitetit Kombëtar
- Partia e të Drejtave të Mohuara

Partidos que se presentaron por libre, sin coaliciones:
- Partido Comunista (Partia Komuniste e Shqipërisë, PKSH)
- Fryma e Re Demokratike
- Partia Personat me Aftësi të Kufizuar
- Partia Aleanca e Maqedonasve për Integrim Europian
- Partia për Mbrojtjen e të Drejtave të Punëtorëve
- Partia Kombëtare Konservatore Albania
- Partia Për Liri Demokraci Dhe Etikë
- Partia Minoriteti Etnik Grek Për Të Ardhmen
- Partia Bindja Demokratike

## Resultados
En todos los condado, ganó de manera muy clara la coalición europeista ASE (Aleanca për Shqipërinë Europiane), donde se dio el caso de varios municipios donde las listas que la conforman fueron las únicas presentadas. El municipio donde ASE estuvo cerca de perder fue Finiq, donde el partido en favor de la minoría griega, el Minoriteti Etnik Grek Për Të Ardhmen, ganó con un 40,58% sobre el partido socialista que obtuvo un 34,49% del voto, aunque gracias a las coaliciones, la coalición ASE desbancó al partido griego. La capital albanesa, Tirana, fue donde más partidos se presentaron, un total de 20 diferentes, siendo el Partido Socialista el ganador con un 85,96% del voto escrutado. 
La tabla muestra los votos y porcentajes de los partidos ganadores, que en esta ocasión, fue el mismo en todos.
| Municipios (bashki) | Coalición ganadora | Votos conseguidos | Porcentaje del voto escrutado |
| ------------------- | ------------------ | ----------------- | ----------------------------- |
| Belsh               | ASE                | 6.382             | 97,42%                        |
| Berat               | ASE                | 14.994            | 89,56%                        |
| Bulqizë             | ASE                | 7.529             | 93,27%                        |
| Cërrik              | ASE                | 6.460             | 94,24%                        |
| Delvinë             | ASE                | 2.608             | 100%                          |
| Devoll              | ASE                | 6.305             | 83,67%                        |
| Dibër               | ASE                | 13.008            | 83,56%                        |
| Divjake             | ASE                | 13.516            | 100%                          |
| Dropull             | ASE                | 2.451             | 100%                          |
| Durrës              | ASE                | 3.514             | 90,68%                        |
| Elbasan             | ASE                | 38.479            | 100%                          |
| Fier                | ASE                | 38.933            | 100%                          |
| Finiq               | ASE                | 3.333             | 60,58%                        |
| Fushë-Arrëz         | ASE                | 2.462             | 100%                          |
| Gjirokastër         | ASE                | 10.681            | 100%                          |
| Gramsh              | ASE                | 8.475             | 93,34%                        |
| Has                 | ASE                | 4.277             | 100%                          |
| Himarë              | ASE                | 4.211             | 100%                          |
| Kamëz               | ASE                | 10.102            | 96,71%                        |
| Kavajë              | ASE                | 7.429             | 98,38%                        |
| Klos                | ASE                | 3.561             | 67,82%                        |
| Kolonjë             | ASE                | 4.281             | 93,37%                        |
| Konispol            | ASE                | 3.330             | 100%                          |
| Korçë               | ASE                | 20.837            | 92,22%                        |
| Krujë               | ASE                | 17.888            | 100%                          |
| Kukës               | ASE                | 9.832             | 83,97%                        |
| Kurbin              | ASE                | 6.623             | 87,27%                        |
| Kuçovë              | ASE                | 9.577             | 100%                          |
| Këlcyrë             | ASE                | 2.277             | 84,71%                        |
| Lezhë               | ASE                | 12.930            | 91,4%                         |
| Libohovë            | ASE                | 1275              | 100%                          |
| Librazhd            | ASE                | 11.393            | 100%                          |
| Lushnjë             | ASE                | 28.095            | 100%                          |
| Maliq               | ASE                | 13.897            | 100%                          |
| Malësi e Madhe      | ASE                | 7.780             | 94,04%                        |
| Mallakastër         | ASE                | 5.695             | 92,36%                        |
| Mat                 | ASE                | 7.937             | 100%                          |
| Memaliaj            | ASE                | 4.206             | 100%                          |
| Mirditë             | ASE                | 5.276             | 93,96%                        |
| Patos               | ASE                | 8.465             | 100%                          |
| Peqin               | ASE                | 5.432             | 100%                          |
| Pogradec            | ASE                | 17.306            | 100%                          |
| Poliçan             | ASE                | 4.684             | 100%                          |
| Prrenjas            | ASE                | 7.054             | 92,77%                        |
| Pukë                | ASE                | 3.730             | 100%                          |
| Pustec              | ASE                | 1.505             | 63,66%                        |
| Përmet              | ASE                | 4.208             | 100%                          |
| Roskovec            | ASE                | 7.747             | 100%                          |
| Rrogozhinë          | ASE                | 5.413             | 100%                          |
| Sarandë             | ASE                | 7.438             | 80,58%                        |
| Selenicë            | ASE                | 5.829             | 92,48%                        |
| Shijak              | ASE                | 5.396             | 92,29%                        |
| Shkodër             | ASE                | 16.540            | 100%                          |
| Skrapar             | ASE                | 4.439             | 100%                          |
| Tepelenë            | ASE                | 4.258             | 96,71%                        |
| Tirana              | ASE                | 152.347           | 94.21%                        |
| Tropojë             | ASE                | 3.538             | 95,24%                        |
| Ura Vajgurore       | ASE                | 7.672             | 100%                          |
| Vau-Dejës           | ASE                | 6.223             | 100%                          |
| Vlorë               | ASE                | 29.773            | 94,21%                        |
| Vorë                | ASE                | 6.211             | 100%                          |